# Hell Frost
Hell Frost je debutové album skupiny The Unguided vydané v roce 2011 u Despotz Records, kde kapela v minulosti vydala také EP Nightmareland (2010). Obsahuje nepoužité písně původně napsané pro Fallen Angels a později pro Sonic Syndicate. Na většině hudby se podílel Roger Sjunnesson a Roland Johansson a na textech má největší podíl Richard Sjunnesson.

## Seznam skladeb
1. Inherit the Earth – 4:46
2. Phoenix Down – 3:33
3. Betrayer of the Code – 5:05
4. My Own Death – 4:01
5. Serenade of Guilt – 4:33
6. Collapse my Dream – 4:15
7. Green Eyed Demon – 4:23
8. Iceheart Fragment – 4:29
9. Pathfinder – 4:44
10. Where the Frost Rose Withers – 5:03

## Lineup
- Richard Sjunnesson – screaming
- Roland Johansson – zpěv, elektrická kytara
- Roger Sjunnesson – elektrická kytara, klávesy
- Jonas Kjellgren – baskytara
- John Bengtsson – bicí
- Pontus Hjelm – klávesy